# Воскобойник Олександр Володимирович
Олександр Володимирович Воскобойник (нар. 26 січня 1976, Родинське, Донецька область) — український футболіст, нападник.

## Виступи за збірну
Виступав за юнацьку збірну України U-18.

## Участь у повномасштабному вторгненні росії в Україну (2022)
Під час російського вторгнення в Україну у 2022 році колишнього футболіста на одній із вулиць Донецька примусово «мобілізували» до лав так званої «армії днр». На фронті він отримав тяжкі поранення ніг. У зв'язку з цим його вивезли до Новоазовська, а звідти — на лікування до Москви.